# Орчард Хил (Џорџија)
Орчард Хил (Џорџија) (енгл. Orchard Hill) град је у америчкој савезној држави Џорџија. По попису становништва из 2010. у њему је живело 209 становника.

## Демографија
Према попису становништва из 2010. у граду је живело 209 становника, што је 21 (9,1%) становника мање него 2000. године.
| Група             | 2000.       | 2010.       |
| Белци             | 222 (96,5%) | 166 (79,4%) |
| Афроамериканци    | 3 (1,3%)    | 22 (10,5%)  |
| Азијати           | 0 (0,0%)    | 1 (0,5%)    |
| Хиспаноамериканци | 5 (2,2%)    | 17 (8,1%)   |
| Укупно            | 230         | 209         |